# Exogone clavigera
Exogone clavigera är en ringmaskart som först beskrevs av Jean Louis René Antoine Édouard Claparède 1868.  Exogone clavigera ingår i släktet Exogone och familjen Syllidae. Inga underarter finns listade i Catalogue of Life.